# Фридрих, Тадеуш
Тадеуш Фридрих (пол. Tadeusz Friedrich, 7 июля 1903 — 10 октября 1976) — польский фехтовальщик, призёр Олимпийских игр и чемпионатов мира.

## Биография
Родился в 1903 году в Новы-Сонче (Австро-Венгрия). После образования независимой Польши изучал право во Львове. Фехтовал на всех видах спортивного оружия, в каждом из них стал чемпионом Польши (всего имел 9 национальных титулов). В 1924 году стал резервным членом олимпийской сборной Польши. В 1928 году стал бронзовым призёром Олимпийских игр в Амстердаме. В 1930 году завоевал бронзовую медаль командного первенства на саблях Международного первенства по фехтованию в Льеже. В 1932 году стал обладателем бронзовой медали Олимпийских игр в Лос-Анджелесе. В 1934 году завоевал бронзовую медаль командного первенства на саблях Международного первенства по фехтованию в Варшаве (в 1937 году Международная федерация фехтования задним числом признала все проходившие ранее Международные первенства по фехтованию чемпионатами мира).
В 1936 году женился на легкоатлетке Фелиции Шабиньской (участнице Олимпийских игр 1932 года). Во время Второй мировой войны вместе с женой участвовал в Варшавском восстании, впоследствии они переехали в Краков. После войны работал тренером.